# Globicephala
Globicephala (pilotvalar) är ett släkte av däggdjur som beskrevs av René-Primevère Lesson 1828. Globicephala ingår i familjen delfiner och underfamiljen grindvalar.
Arter enligt Catalogue of Life, Dyntaxa och Wilson & Reeder (2005):
- Kortfenad grindval (Globicephala macrorhynchus)
- Långfenad grindval (Globicephala melas)